# Fiat Bravo/Brava
Fiat Bravo a Fiat Brava (typ 182) jsou označení pro dvě karosářské verze automobilu nižší střední třídy vyráběného v letech 1995–2001 automobilkou FIAT. Modely mají shodnou přední část, ale liší se provedením zadní části a počtem dveří. Roku 1998 prošel vůz menším faceliftem. Nástupcem Fiatu Bravo/Brava se stal Fiat Stilo (2001–2007), v roce 2007 se Fiat ke jménu Bravo vrátil. Druhá generace Fiatu Bravo se ale vyrábí pouze v pětidveřové variantě.

## Bravo vs. Brava
Podvozek a přední část obou vozů se nijak neliší. Také většina motorů je pro oba modely stejná. Dvojčata se tedy od sebe liší počtem dveří, designem zádi a předpokládanou cílovou skupinou zákazníků. Bravo je třídveřový hatchback s agresivnějším designem, který se orientuje spíše na mladší, sportovněji založené řidiče. Brava je elegantnější rodinný automobil s pozvolna klesající zádí. Díky netypické zádi je Brava někdy označována jako hatchback, jindy jako liftback, Fiat někdy používá označení fastback. Také zadní světlomety se výrazně odlišují. Rozdíl obou verzí byl zdůrazněn faceliftem v roce 1998, kdy maska chladiče byla u Bravy zdůrazněna chromovým olemováním, zatímco Bravo dostalo olemování černé. Verze Bravo HGT má navíc rozdílný přední nárazník, blatníky a části přední nápravy  (shodné s Fiatem Marea) kvůli příčné zástavbě řadového pětiválce 2.0 20V.

## Historie
Dvojčata Bravo a Brava nahradily v říjnu 1995 zastarávající Fiat Tipo, které se vyrábělo od roku 1988. Oproti modelům z osmdesátých let znamenala tato změna pro Fiat důležitý posun (i když na stejné podvozkové platformě). Fiat do té doby bojoval se špatnou pověstí kvůli nevyhovujícímu dílenskému zpracování karosářských dílů a nedostatečnou protikorozní ochranou. Karoserie rodiny Bravo/Brava/Marea je kompletně galvanicky pozinkovaná. Tuto pověst se podařilo částečně zvrátit, když Fiat Bravo/Brava získal v Evropě titul Auto roku 1996.
V roce 1996 přibyl i přeplňovaný vznětový motor 1.9 TD/55 kW nebo 74 kW, zároveň byly uvedeny další karosářské verze, sedan i kombi se ale prodávalo pod označením Fiat Marea. V roce 1998 dochází k modernizaci, koncem roku přibyl navíc turbodiesel 1.9 JTD/77 kW.
Roku 1998 prošel vůz i lehkým faceliftem. V interiéru se změnila přístrojová deska a použité plasty. Dále se facelift týkal detailů v exteriéru. Zrcátka se začala dodávat v barvě karoserie, změnil se nárazník a maska chladiče se mírně zvýraznila a přibyl na ní chrom (Brava) nebo matně černý kov (Bravo). Přibyly nové barvy. V neposlední řadě se zlepšila bezpečnost a v příplatkové výbavě se objevily boční airbagy. Motor 1.4 12V vypadl z nabídky a nahradil jej motor 1.2 16V 59 – 60 kW (EURO 2 / EURO 3).
V roce 2001 byly Bravo i Brava nahrazeny modelem Fiat Stilo, zatímco Marea se prodávala až do roku 2003.

## Motory
Motor 1.9 D pochází z předchozího modelu Tipo. Ostatní motory byly nově vyvinuty pro modely Bravo/Brava. Na Fiatech se typicky neuvádí objem motoru, ale výkon v koních a počet ventilů. Fiat s motorem 1.2 16V je tedy označen 80 16V. Označení bývá umístěné na předních blatnících.

### Benzinové motory
| Motor   | Výkon        | Objem    | Max. počet otáček | Max. točivý moment      | Poznámka                                             |
| ------- | ------------ | -------- | ----------------- | ----------------------- | ---------------------------------------------------- |
| 1.4 12V | 59 kW/80 k*  | 1370 cm³ | 6000 ot./min      | 112 Nm při 2750 ot./min | do roku 1998, (*pro některé trhy 55 kW/75 k), EURO 2 |
| 80 16V  | 60 kW/82 k   | 1242 cm³ | 5500 ot./min      | 113 Nm při 4250 ot./min | od roku 1998                                         |
| 100 16V | 76 kW/103 k  | 1581 cm³ | 5750 ot./min      | 144 Nm při 4000 ot./min |                                                      |
| 115 16V | 83 kW/113 k  | 1747 cm³ | 6100 ot./min      | 154 Nm při 4400 ot./min |                                                      |
| 155 20V | 108 kW/147 k | 1998 cm³ | 7100 ot./min      | 186 Nm při 4500 ot./min | R5, pouze Bravo HGT(do roku 98)                      |
| 155 20V | 113 kW/154 k | 1998 cm³ | 6500 ot./min      | 186 Nm při 3750 ot./min | R5, pouze Bravo HGT, od roku 1999                    |

### Dieselové motory
| Motor   | Objem    | Výkon       | Max. počet otáček | Max. točivý moment      | Poznámka                        |
| ------- | -------- | ----------- | ----------------- | ----------------------- | ------------------------------- |
| 1.9 D   | 1929 cm³ | 48 kW/65 k  | 4600 ot./min      | 120 Nm při 2000 ot./min | motor použitý již v modelu Tipo |
| TD 75   | 1910 cm³ | 55 kW/75 k  | 4200 ot./min      | 147 Nm při 2750 ot./min |                                 |
| TD 100  | 1910 cm³ | 74 kW/100 k | 4200 ot./min      | 200 Nm při 2250 ot./min |                                 |
| JTD 105 | 1910 cm³ | 77 kW/105 k | 5750 ot./min      | 200 Nm při 1500 ot./min | common rail, od roku 1998       |

## Vlastnosti

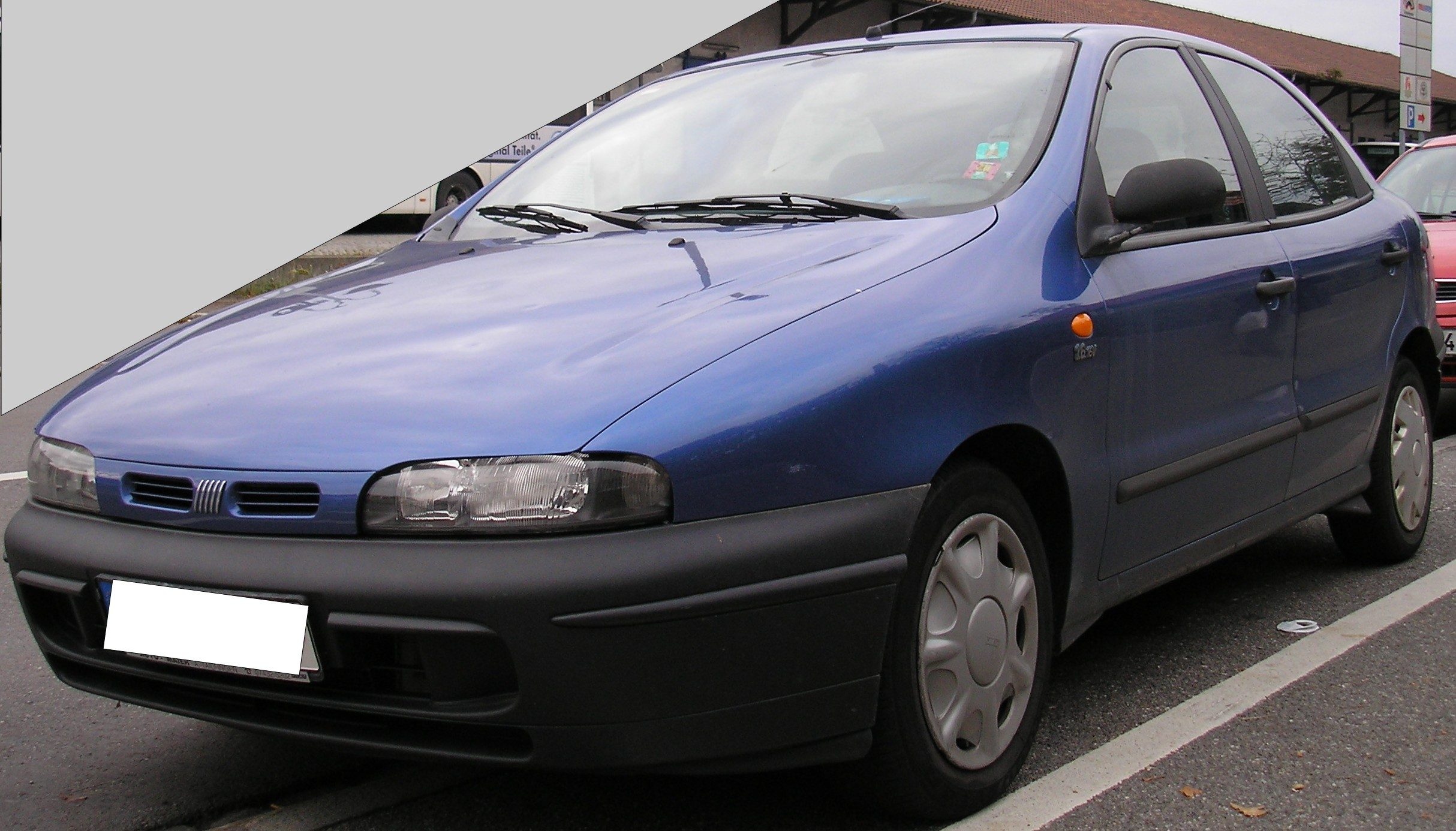
Fiat Brava před faceliftem v základní výbavě

### Bezpečnost
Fiat Brava získal v roce 1998 dvě hvězdy v testech Euro NCAP při čelním a bočním nárazu s tím, že dosažení tří hvězd by bylo možné po malých technických zlepšeních. Horší výsledek byl totiž dán přetížením karoserie při čelním nárazu, takže došlo k průniku v pedálové oblasti. K určitým technickým úpravám došlo při faceliftu v roce 1999.

### Výhody
Fiat přišel s originálním designem, solidními motorizacemi. Brava pak nabízí 380 l zavazadlového prostoru, 775 l po sklopení sedadel. Bravo nabízí 280 l. Do vozů se montovala originální autorádia (výrobce Grundig), která tvarem nepasovala do ostatních automobilů, což případným zlodějům znesnadňovalo prodej.

### Nedostatky
Mezi hlavní nedostatky patří obtížné řazení u vozů vyrobených do roku 1996. Údajně časté poruchovosti vozidel Bravo/Brava bylo možné předejít včasnou výměnou motorového oleje. Výrobce doporučuje olej Selenia, který je vyráběný přímo pro italská auta.
Mezi nejčastější závady patří:
- vůle v uložení přední i zadní nápravy (nepříliš dlouhá životnost ramen př. nápravy, kulový čep nelze vyměnit samostatně)
- kroutící se brzdové kotouče (zejména u slabších motorizací, které měly jednoduché plné kotouče vpředu)
- závady na termostatu a následné přehřátí motoru nebo naopak podchlazení (záleželo, v jaké poloze se zasekl)
- vlhkost v zapalovací soustavě
- problémy s řídícími jednotkami a zapalováním
- chybné spuštění nárazového spínače (několika vozidlům - odhadem desítky ks - samovolně vystřelily airbagy, některým se aktivoval odpojovač dodávky paliva)
- lak na střeše (u některých metalických laků docházelo k odlupování svrchní čiré vrstvy laku)
- stahování pravého okna (laickými uživateli bylo s léty pomalejší a pomalejší elektrické stahování pravého okna považováno za závadu, je to spíše konstrukční vlastnost)
- problémy s mazáním u motoru 1.4 12V (souběhem několika faktorů, ne však mazáním samotným, docházelo k opotřebení vačkové hřídele, poškození vahadel, zadření zdvihátek ventilů)
- některé motory 1.8 16V (v ojetých vozech při stáří cca 10 let) se zadíraly na klice a následně ojnice proletěla blokem motoru